# Върховен избирателен съвет на Турция
Върховният избирателен съвет (на турски: Yüksek Seçim Kurulu, YSK) е основният държавен орган, подготвящ и организиращ провеждането на избори в Турция. Той е учреден на 16 февруари 1950 г. След преврата през 1960 г. Върховният избирателен съвет придобива конституционна власт. Неговата задача е да гарантира спазването на принципите и правилата на конституцията.
Върховният избирателен съвет се състои от председател, шестима членове и четирима заместник–членове от Касационния съд и съдиите от съвета на държавата.